# Pontiac (automòbil)
|  | Aquest article tracta sobre la marca automobilística. Vegeu-ne altres significats a «Pontiac (desambiguació)». |

Pontiac va ser una marca d'automòbils fabricats per General Motors i venut als Estats Units, Canadà i Mèxic des del 1926. Pontiac va introduir aquesta marca com a subsidiària d'Oakland Motor Car de General Motors. El primer cop que s'usa aquest nom fou el 1906 amb el Pontiac Spring & Wagon Works i vinculat amb el cabdill Pontiac. Pontiac Spring & Wagon Works i Oakland Motor Company van fusionar-se el 1908 sota el nom d'Oakland Motor Car Company. El 1909 Oakland Motor va ser comprada per General Motors. El primer Pontiac de GM va ser concebut com un model assequible de 6 cilindres en línia per a competir contra models més cars de 4 cilindres. Als pocs mesos de la sortida al mercat de Pontiac, aquesta supera en vendes a Oakland Motor. Aquest fet produirà que el 1932 Oakland Motor desaparegui.
El logotip original representava un cap d'un natiu americà. A partir de 1956 se substitueix per una punta de llança que usaven aquests mateixos natius.

## Història
Pontiac va començar venent cotxes amb mecàniques de 6 cilindres en línia. El 1933 comença a produir vehicles econòmics amb un 8 cilindres en línia, fet sobre la base del 6 cilindres de Chevrolet. A finals dels anys 30, Pontiac usa el xassís "torpedo" de Buick, en comptes d'usar els de Chevrolet com feia anteriorment.
Durant un temps, fins als inicis dels 50, els cotxes Pontiac eren vehicles sòlids però no especialment potents. Un motor flathead de 8 cilindres en línia oferia un motor suau i silenciós, amb una suspensió suau i tub d'escapament silenciós oferint un aspecte luxós sense ser car. Per tant, era un vehicle dirigit al públic que no volia un vehicle molt potent o manejable, però que busca una bona qualitat-preu i un habitacle espaiós.
De fet Pontiac va ser l'última marca de GM dels Estats Units a canviar-se del 8 cilindres en línia a un 8 cilindres en V V8. Robert Critchfield el director general de Pontiac des de 1952 tenia l'objectiu de col·locar Pontiac al segment mid-range ocupat per Oldsmobile, i per aquest motiu, el 1955 es presenta els primers V8 OHV fabricats per Pontiac. El Pontiac Bonneville va ser un dels models de Pontiac de grans dimensions oferia unes bones prestacions i un acabat luxós fent que fos un cotxe amb molt èxit en la seva època. S'atribueix a Pontiac com a la inventora dels muscle car modern amb el Pontiac GTO, presentat el 1964.
La crisi del petroli dels anys 70 va obligar a Pontiac a fabricar cotxes més petits. Als anys 80 Pontiac presenta el Pontiac Fiero, un biplaça que tindrà una bona acollida al mercat com a cotxe esportiu.

## Actualitat
Als anys 90 Pontiac presenta el Pontiac Sunfire i Pontiac Montana. Les vendes d'aquesta marca van començar a minvar degut a la poca diferenciació que havia entre els seus models i els altres models de GM. Per aquest motiu, GM va donar-li un nou disseny distintiu a Pontiac i es va procedir a una gradual substitució dels models antics. Així doncs, models com el Pontiac G6, Pontiac Vibe i Pontiac Solstice han fet que Pontiac torni a ser una marca tinguda en compte.